# Gondolin (Afrique du Sud)
Gondolin est un site fossilifère d'Afrique du Sud constitué d'un système ancien de grottes. Gondolin est le seul site de la province du Nord-ouest ayant livré des restes d'hominidés parmi ceux du berceau de l'humanité classés au patrimoine mondial de l'UNESCO. 
Comme c'est le cas avec d'autres systèmes de grottes d'Afrique du Sud fossilifères du Pliocène ou du Pléistocène, le site a été exploité pour la fabrication de chaux au début du 20e siècle. En conséquence, il a été fortement perturbé et se compose uniquement d'une petite grotte active, d'une série de dépôts résiduels in situ et de vastes décharges de sédiments calcifiés produits au cours des activités minières,.